# Skattejord
Skattejord var förr den jord för vilken bönderna betalade grundskatt, och vilka de var ägare till, till skillnad från kronojord och frälsejord som ägdes av Kronan respektive Kyrkan eller någon adlig person. Ägaren av skattejord var med andra ord självägande.
Redan under den tidiga Medeltiden skattebelade kronan böndernas odlade jord, som bönderna betraktade som sin egendom. Jordbruksfastigheterna på denna jord kallades skattehemman.
Jordeboken var utgångspunkt för lantmäteriets jord- och fastighetsregister samt låg till grund för grundskattens beräkning.